# Acanthohaustorius bousfieldi
Acanthohaustorius bousfieldi är en kräftdjursart som beskrevs av Ann B. Frame 1980. Acanthohaustorius bousfieldi ingår i släktet Acanthohaustorius och familjen Haustoriidae. Inga underarter finns listade i Catalogue of Life.